# لايريك بنت
لايريك بنت (بالإنجليزية: Lyriq Bent)‏ هو ممثل جامايكا وكندي، ولد في 15 يوليو 1979 في جامايكا.

## أعمال

### أفلام
- (2005) سو 2
- (2006) أرقص معي[4]
- (2006) سو 3[5][6]
- (2007) سو 4
- (2008) سو 5
- (2010) يوم الأم
- (2015) دفع شبح
- (2018) نابلي إلي الأبد

## وصلات خارجية
- لايريك بنت على موقع IMDb (الإنجليزية)
- لايريك بنت على موقع روتن توميتوز (الإنجليزية)
- لايريك بنت على موقع ألو سيني (الفرنسية)
- لايريك بنت على موقع أول موفي (الإنجليزية)
- لايريك بنت على موقع قاعدة بيانات الأفلام السويدية (السويدية)
- لايريك بنت على موقع قاعدة بيانات الفيلم (الإنجليزية)
- لايريك بنت على موقع كينوبويسك (الروسية)